# Ryan X-13
Die Ryan X-13 Vertijet war ein Experimentalflugzeug mit Strahltriebwerk, welches aus einer senkrechten Position starten und landen konnte und somit der Gattung der Heckstarter angehört. Im Gegensatz zu anderen Flugzeugen dieser Gattung hatte die X-13 jedoch keine Rollen am Heck, auf denen sie stehen konnte, sondern benötigte eine Rampe. Am oberen Ende dieser Rampe war ein Fangseil angebracht, an dem die X-13 sich mittels eines Hakens am Rumpfbug unter dem Cockpit einklinkte.

## Geschichte
Zum Start des X-13-Programms führte die Überlegung einiger Ingenieure der Ryan Aeronautical Company, ob die FR-1 Fireball tauglich für Senkrechtstarts und -landungen wäre. Es wurden einige Entwürfe für künftige Senkrechtstarter veröffentlicht, und 1947 schloss die United States Navy mit Ryan einen Vertrag für die Entwicklung eines U-Boot-gestützten und düsengetriebenen Senkrechtstarters ab.
Bei Ryan kam man zu dem Beschluss, ein Düsentriebwerk mit variablem Schubstrahl sei die beste Lösung, und man schloss einen Folgevertrag über den Bau eines unbemannten Prototyps ab. Am 20. Oktober 1950 flog dieser Prototyp erstmals, angetrieben von einem Allison J33-Strahltriebwerk. Nach weiteren Testflügen montierte man ein Cockpit (welches aus einem Treibstofftank einer Boeing B-47 bestand) und so fand am 24. November 1953 der erste bemannte Flug mit Testpilot Peter Girard statt. So konnte Ryan wichtige Erfahrungen für die Konstruktion der X-13 sammeln.
Die Navy stellte die Unterstützung des Programms jedoch ein, um eine neue Entwicklung für Propeller-getriebene Heckstarter auszuschreiben, an der Ryan sich allerdings nicht beteiligte. Die Air Force hatte das Programm jedoch beobachtet und beauftragte Ryan mit der Neuentwicklung eines Senkrechtstarters, nun offiziell als X-13 bezeichnet. Er sollte die von der Navy geforderten Eigenschaften eines Heckstarters haben und wie Ryans früheres Versuchsflugzeug mit einem Strahltriebwerk ausgestattet sein.
Ryan baute daraufhin ein Flugzeug mit kurzem Rumpf, Deltaflügeln und einem konventionellen, starren Fahrwerk, was für einen Heckstarter eine ungewöhnliche konstruktive Auslegung darstellte. Der erste Vertijet (Seriennummer 54-1619) hob am 10. Dezember 1955 ab. Die ersten Tests absolvierte die X-13 im normalen Horizontalflug, um die Flugtauglichkeit zu prüfen, wofür auch das Fahrwerk montiert worden war.
Am 28. Mai 1956 fand der erste vertikale Schwebeflug statt. Die Techniker hatten am zweiten Prototyp das Fahrwerk weggelassen, anstelle des Bugrads war ein Fanghaken angebracht, und die Haupträder waren zu kleinen Stützen reduziert worden. Die X-13 sollte sich mit dem Haken an einem Seil einklinken, welches an einer Startrampe befestigt war. Da der Pilot eine schlechte Sicht nach unten hatte (was ein großes Hindernis für die anderen Heckstarter-Entwicklungen darstellte), hatte man an der Rampe einfache Höhenmarkierungen angebracht, die dem Piloten das Ein- und Ausklinken vereinfachten. Der Übergang vom Schwebe- zum Horizontalflug gelang erstmals am 28. November 1956, und am 11. April 1957 fand der erste „komplette“ Flug mit Ausklinken von der Rampe, Übergang in den Horizontalflug und zurück in den Schwebeflug und letztlich dem Wiedereinklinken in die Rampe statt. Bei einer Demonstration vor über 3000 Zuschauern wurde dieser Vorgang am 30. Juli desselben Jahres wiederholt.
Am 30. September 1957 flog die X-13 zum letzten Mal, und das Programm wurde eingestellt. Die X-13 hatte die Erwartungen an dieses Versuchsmuster erfüllt; allerdings sah man schon jetzt die Entwicklung weiterer Heckstarter als Sackgasse an, was ein Nachfolgemodell verhinderte. Die erste X-13 gehört heute dem National Air and Space Museum und steht als Leihgabe im San Diego Aerospace Museum, Kalifornien. Das zweite Exemplar ist im National Museum of the United States Air Force in Dayton, Ohio ausgestellt. Ein Triebwerk befindet sich im Inventar der Smithsonian Institution.

## Technische Daten
| Kenngröße             | Daten                                                           |
| --------------------- | --------------------------------------------------------------- |
| Länge                 | 7,14 m                                                          |
| Spannweite            | 6,40 m                                                          |
| Startmasse            | 3317 kg                                                         |
| Höchstgeschwindigkeit | 777 km/h                                                        |
| Dienstgipfelhöhe      | n. b., die maximal erreichte Höhe betrug etwa 10.000 Fuß        |
| Reichweite            | 310 km                                                          |
| Triebwerke            | 1 Rolls-Royce-Avon RA.28 Mk 49 mit 44,5 kN (4534 kp) Standschub |